# Vozovna Pankrác
Vozovna Pankrác je jedna z osmi dnes funkčních tramvajových vozoven provozovaných Dopravním podnikem hlavního města Prahy. Nachází se v Praze 4 na katastru Nuslí, na pankráckém náměstí Hrdinů.

## Historie a dnešní využití
Stavba vozovny byla zahájena 21. května 1926 a již po roce, 21. června 1927, zahájila provoz. Do hal bylo možno umístit až 250 motorových vozů. Stavba zahrnovala také dílny, umývárnu vozů, garáže pro 18 autobusů, administrativní budovu, 19 bytů a kotelnu.
Dne 14. února 1945 byla při náletu těžce poškozena pátá loď, která byla obnovena až na podzim 1946.
Na konci 50. let byla část vozovny rekonstruována, takže od té doby zde mohly být deponovány tramvaje typu T. Po požáru Rustonky navíc musela vozovna i zvládat technicky náročné provozní ošetření již zmíněných vozů. Mezi lety 1973 a 1974 proběhla velká přestavba kolejové harfy. V roce 1992 sem byl instalován mycí stroj. V roce 2003 byla uvedena do provozu hala denního ošetření, která je vybavena mimo jiné ekologickou myčkou, laserovým měřičem opotřebení okolků a vzduchovými pistolemi pro tankování písku do tramvají Škoda 15T. 
Vozovna má 5 lodí po pěti kolejích, s výjimkou čtvrté a páté lodě, mezi kterými byla za socialismu vybudována dílna namísto dvou kolejí; celkově má tedy vozovna 23 odstavných kolejí. Od svého vybudování je stále nejkapacitnější vozovnou v Praze.
Vozovna zajišťuje provoz celému jihu pražské tramvajové sítě; přestože v roce 1974, v souvislosti s otevřením trasy C metra, byla tramvajová doprava od Pankráce směrem ke Kačerovu zrušena, stále má velký význam.

#### Historie stavu vozů
- K 18. únoru 2015 bylo ve vozovně deponováno 57 kusů Tatra T3R.P a 52 kusů Škoda 15T + cvičné a pracovní vozy.
- K 10. červnu 2019 bylo ve vozovně deponováno 27 kusů Tatra T3R.P a 75 kusů Škoda 15T + cvičné a pracovní vozy.
- K 11. listopadu 2019 zde bylo deponováno 9 kusů Tatra T3M2-DVC, 26 kusů Tatra T3R.P, 71 kusů Škoda 15T + cvičné a pracovní vozy.
- K 28. prosinci 2019 zde bylo deponováno 32 kusů Tatra T3R.P, 72 kusů Škoda 15T + cvičné a pracovní vozy.
- K 10. únoru 2020 zde bylo deponováno 32 kusů Tatra T3R.P, 72 kusů Škoda 15T + cvičné a pracovní vozy.
- K 10. dubnu 2023 zde bylo deponováno 32 kusů Tatra T3R.P, 10 kusů Tatra KT8D5R.N2P, 68 kusů Škoda 15T + cvičné a pracovní vozy.
- K 28. květnu 2023 (otevření tratě do Libuše) zde bylo deponováno 33 kusů Tatra T3R.P, 10 kusů Tatra KT8D5R.N2P, 65 kusů Škoda 15T + cvičné a pracovní vozy.[4]
- K březnu 2025 zde bylo deponováno 16 kusů Tatra T3R.P, 17 kusů Tatra KT8D5R.N2P, 53 kusů Škoda 15T +  cvičné a pracovní vozy.

## Příjezdová trasa
V době, kdy nebyla v provozu Severojižní magistrála, resp. Chodovská radiála, jezdily tramvaje přímo ulicí 5. května a prostředkem náměstí Hrdinů, odbočka do vozovny vedla přímo z vyústění ulice 5. května do prostoru náměstí. V důsledku výstavby magistrály a přeložky tramvajové trati do ulice Na Pankráci musela být realizována přeložka kolejí i pro vjezd do vozovny do dnešní podoby.
Je navrhováno zřízení tramvajové tratě v Jeremenkově ulici, navazující na budovaný Dvorecký most, a obnovení tramvajové sítě v oblasti Pankráce a Krče. To by přineslo alternativní napojení vozovny na kolejovou síť a zkrácení tras části vyjíždějících vlaků.

## Galerie

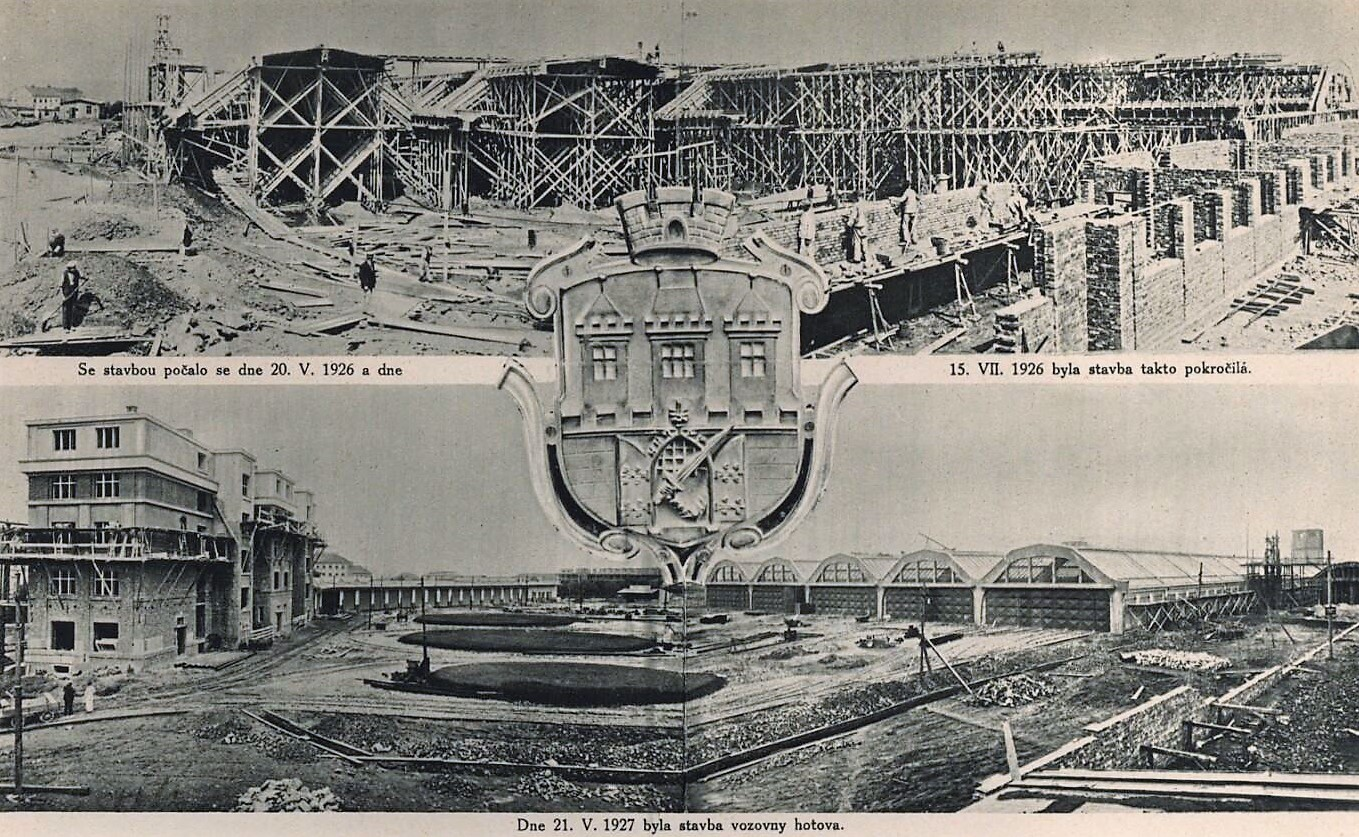
Stavba a dokončení vozovny Pankrác, 1927
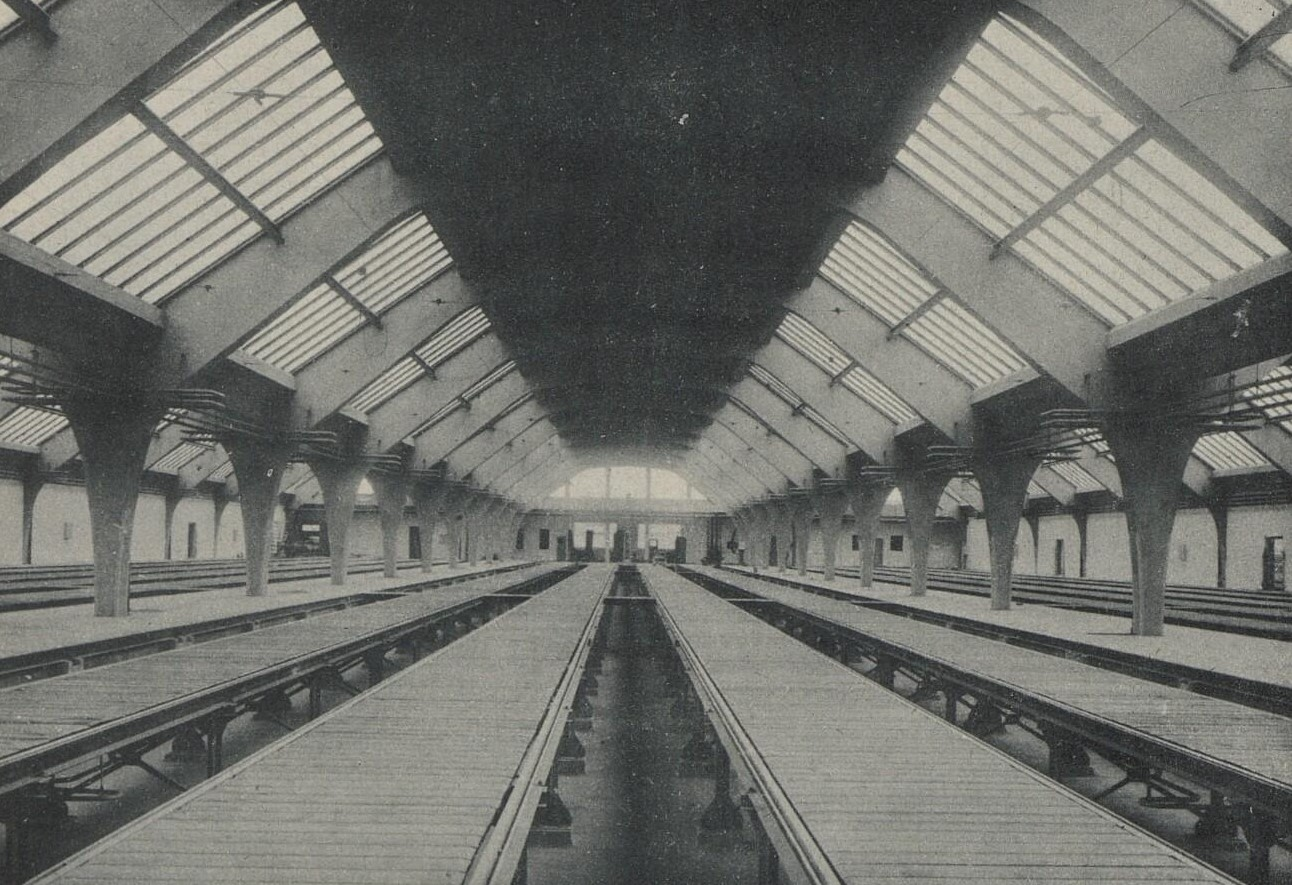
Hala vozovny Pankrác, 1927
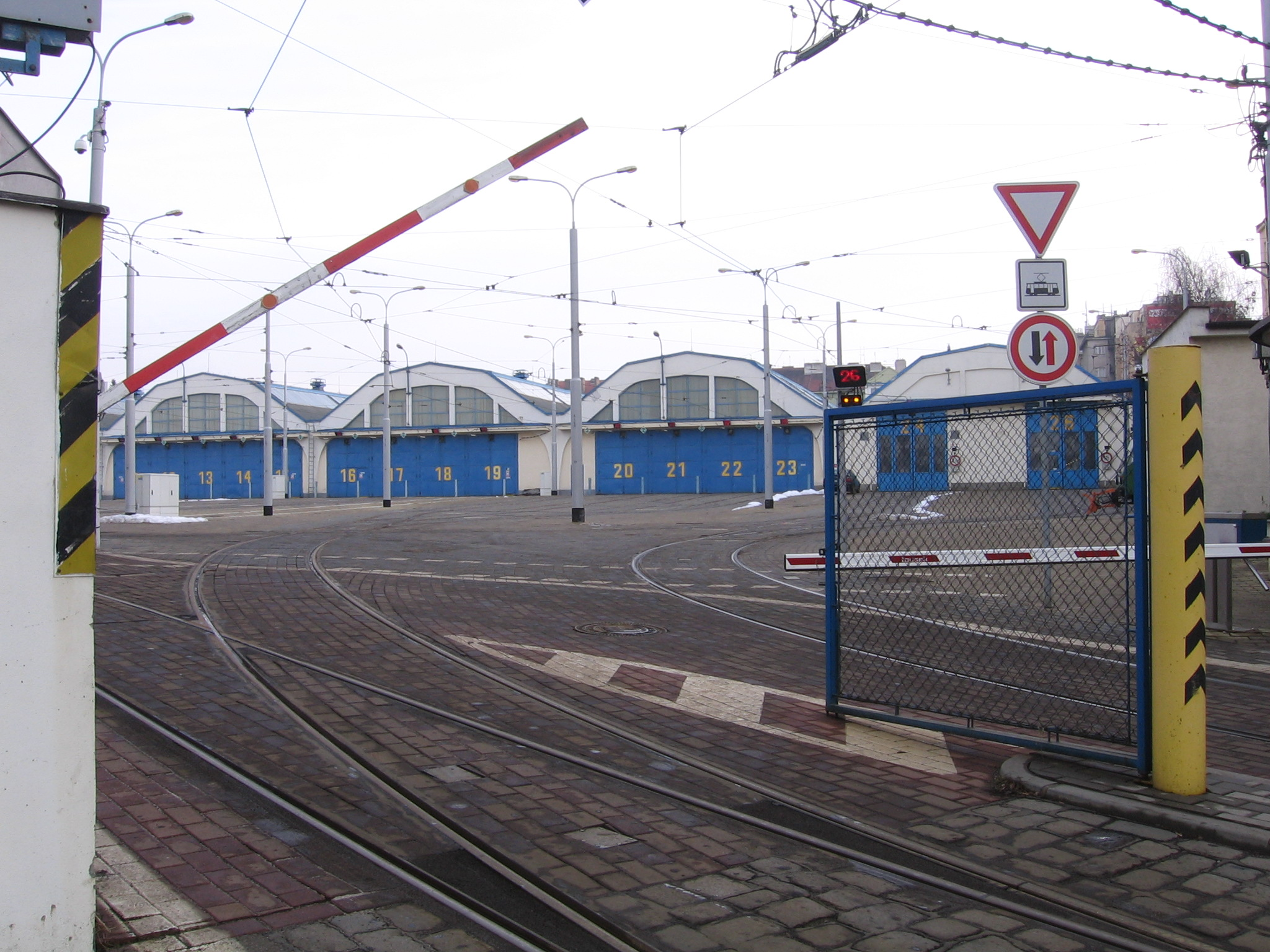
Vozovna Pankrác, 2008